# Cidaria cuspidata
Cidaria cuspidata är en fjärilsart som beskrevs av Carl Peter Thunberg 1784. Cidaria cuspidata ingår i släktet Cidaria och familjen mätare. Inga underarter finns listade i Catalogue of Life.